# Um Poeta Lírico
Um poeta lírico é um conto de Eça de Queirós publicado originalmente em 1880 em O Atlântico e incluído na compilação Contos em 1902. Narra a triste história do poeta Korriscosso. Tudo começa quando o narrador chega a Londres e se instala no hotel Charing-Cross.
Quando fora almoçar, o autor avistara um criado do restaurante magro, alto e triste a olhar para a lareira. Um volume de Tennyson desaparece do quarto. Passado um mês, quando o autor voltara a Londres, perdeu-se no hotel e foi ter ao quarto dos criados. Lá estava Korriscosso, sentado a escrever, junto ao livro que lhe roubara.
O criado contou ao narrador a sua triste história: ele era grego e estudara na Universidade, era formado em leis, viajou bastante e depois quando voltou a Atenas, consideraram-no como o ideal para gerir "uma alta administração do Estado". Mas com a queda do ministério, Korriscosso perde o cargo e acaba se tornando membro de um clube republicano.
Por motivos que não explica, Korriscosso é obrigado a refugiar–se na Inglaterra, onde aceita um emprego no restaurante, mas odiava lá estar, porque não convivia nem conversava, só servia as pessoas. E vivia naquela profunda tristeza, pois estava apaixonado por uma criada de lá que o desprezava, preferindo um policial da Scotland Yard "uma montanha de carne eriçada de uma floresta de barbas".
A história de Korriscosso comoveu intensamente o escritor que, sempre que visita o hotel, faz questão de lhe dar um shilling de gorjeta e aperta-lhe sinceramente a mão.